# アーリアン学説
アーリアン学説（アーリアンがくせつ）、アーリア人種論 は、インド・ヨーロッパ語族の諸言語を使う全ての民族を、共通の祖先アーリア人から発生したものとする学説。この場合、アーリア人という名前は拡大解釈される。この拡大解釈された意味でのアーリア人をアーリア人種（アーリアじんしゅ）と呼ぶことがある。学説としての根拠に乏しく、アーリア神話とも呼ばれる。

## インド・ヨーロッパ語族の発見
アーリアン学説は、インド滞在中のイギリスの法学者・言語学者ウィリアム・ジョーンズの諸言語の比較研究を端緒とする。彼は1786年にイギリス植民地下のインドのカルカッタに高等法院判事として赴任し、サンスクリット語の研究を手掛けた。サンスクリット語の語彙の豊富さや文法構造を称賛し、それがギリシア語やラテン語をはじめとするヨーロッパ諸言語と非常に類似していることを指摘した。ジョーンズはこの事実から、それらの言語のほか、ゴート語、ケルト語、ペルシャ語などインドやヨーロッパの諸言語が全て「ある共通の源」から派生したという学説を立てた。後に考古学者のトーマス・ヤングが同学説を支持し、インドやヨーロッパの諸語は共通する起源をもつ言語の集合であるとして、「インド・ヨーロッパ語族（印欧語族）」と名付けた。この時点では、あくまでこの研究は言語学の「言語類似性」の問題で、「人種」や「民族」に関連する議論ではなかった。

## アーリア人種仮説へ

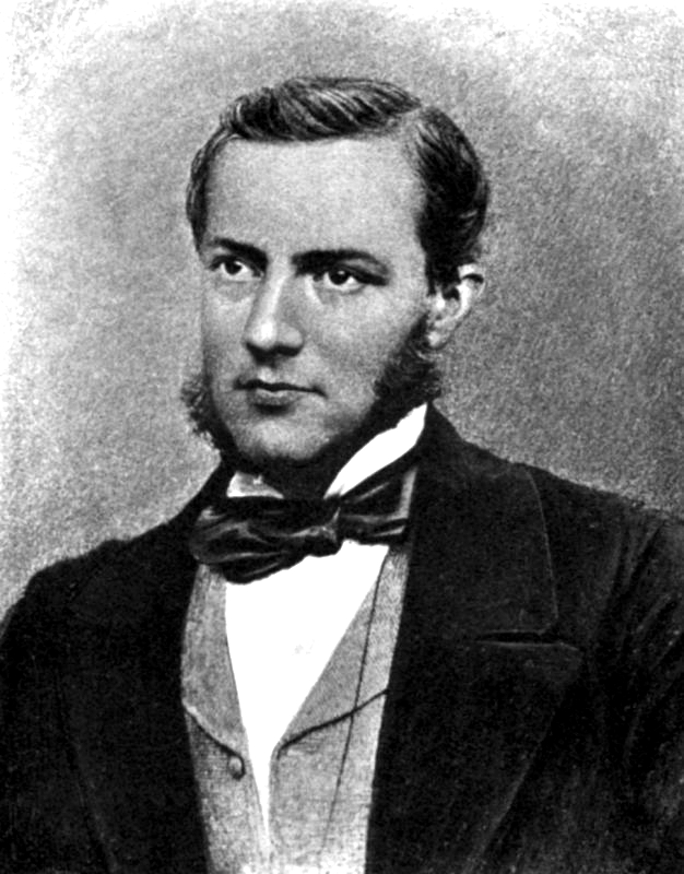
フリードリヒ・マックス・ミュラー

この学説は、多くの学者によって継承・展開され、比較言語学におけるヨーロッパの諸言語の起源への問いは、徐々に「ヨーロッパ文明の起源」そのものへの問いに移り変わっていった。ヒンドゥー教の聖典『リグ・ヴェーダ』を翻訳したドイツ人のマックス・ミュラーが、この潮流に大きな役割を果たした。ミュラーは、インドに侵入したサンスクリット語を話す人々を、彼らが自身を「アーリア」と呼んでいたという理由で、「アーリア人」と呼ぶべきであるとした。インド・ヨーロッパ諸語の原型となる言葉を話していた住民は共通した民族意識を持ち、彼らがインドからヨーロッパにまたがる広い範囲を征服して自らの言語を広めた結果としてインド・ヨーロッパ諸語が成立したとする仮説を唱えた。ミュラーは、アーリア人はインドから北西に移住していき、その過程で様々な文明や宗教を生み出したと主張した。
19世紀には、「アーリア人」は上記のような想定された祖民族という趣から進んで、「インド・ヨーロッパ語族を使用する民族」と同じ意味に使われ、ヨーロッパ、ペルシャ、インドの各民族の共通の人種的、民族的な祖先であると主張された。通常、「アーリアン学説」と呼ばれるのはこの時代の理論である。ミュラーは晩年、自身の学説が根拠に乏しいことを認めているが、「諸文明の祖」であるアーリア人という魅力的なイメージは、多くの研究者や思想家によって広まっていった。ナチズムを研究する浜崎一敏は、「アーリア人種」 とは、「もともと言語学の概念であったものを生物学的人種論領域に移し替えて捏造した言葉」であると述べている。

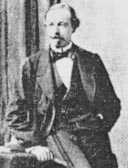
アルテュール・ド・ゴビノー（1864年）

宗教学者の大田俊寛は、拡大されたアーリアン学説の典型的な例として、フランスの作家アルテュール・ド・ゴビノーをあげている。彼はアーリア人種の優越性を説いた人種論の祖として知られる。『人種不平等論』（1853-55年）で、人類を黒色人種・黄色人種・白色人種に大きく分け、黒色人種は知能が低く動物的で、黄色人種は無感動で功利的、白色人種は高い知性と名誉心を持ち、アーリア人は白色人種の代表的存在で、主要な文明はすべて彼らが作ったと主張した。
この理論はイギリスとドイツで特に盛んに主張されたが、その背景は大きく異なっている。イギリスの場合はインドの植民地支配において、「イギリス人によるインド人支配」を正当化するために利用された。インドはイスラム教徒により支配される前はヒンドゥー教徒が支配しており、ヒンドゥー教徒の支配階級はアーリア人またはアーリア人との混血を起源としていたためで、イギリス人は支配階級のヒンドゥー教徒とイギリス人が同じ民族であると主張する事で、自己を支配者として正当化しようとしたのである。
ドイツでは、作曲家ワーグナーなどが、アーリアン学説を肯定した上でドイツ人が最も純粋なアーリア人の血を引く民族であると主張する事で、近代になって形成されたに過ぎない自民族の権威付けに用いた。ゴビノーのアーリア人種至上主義は、ヒューストン・ステュアート・チェンバレン（ワーグナーの娘エヴァの婿）の『十九世紀の基礎』（1899年）に継承され、そこでは理論はさらに先鋭化され、アーリア人種の中でもゲルマン人こそ最も優秀な民族であると主張された。『十九世紀の基礎』はドイツでベストセラーになり、彼の理論は後にナチズムのイデオロギーを支える重要な柱となった。20世紀初頭のドイツ人は、「アーリア人種」という神話を「民衆思想の一部」となったといわれるほど広く受け入れ、「金髪、高貴で勇敢、勤勉で誠実、健康で強靭」というアーリア人種のイメージは彼らの理想像となり、アーリア人種論はヒトラーの思想形成にも影響を及ぼした。ドイツ民族こそがアーリア人種の理想を体現する民族であり、ドイツ的な「精神」が「アーリア人種」の証とみなされた。アーリア人種はドイツ民族と同義語になり、人種主義はドイツ・ナショナリズムを統合するものになっていった。

## アーリア人種至上主義への展開

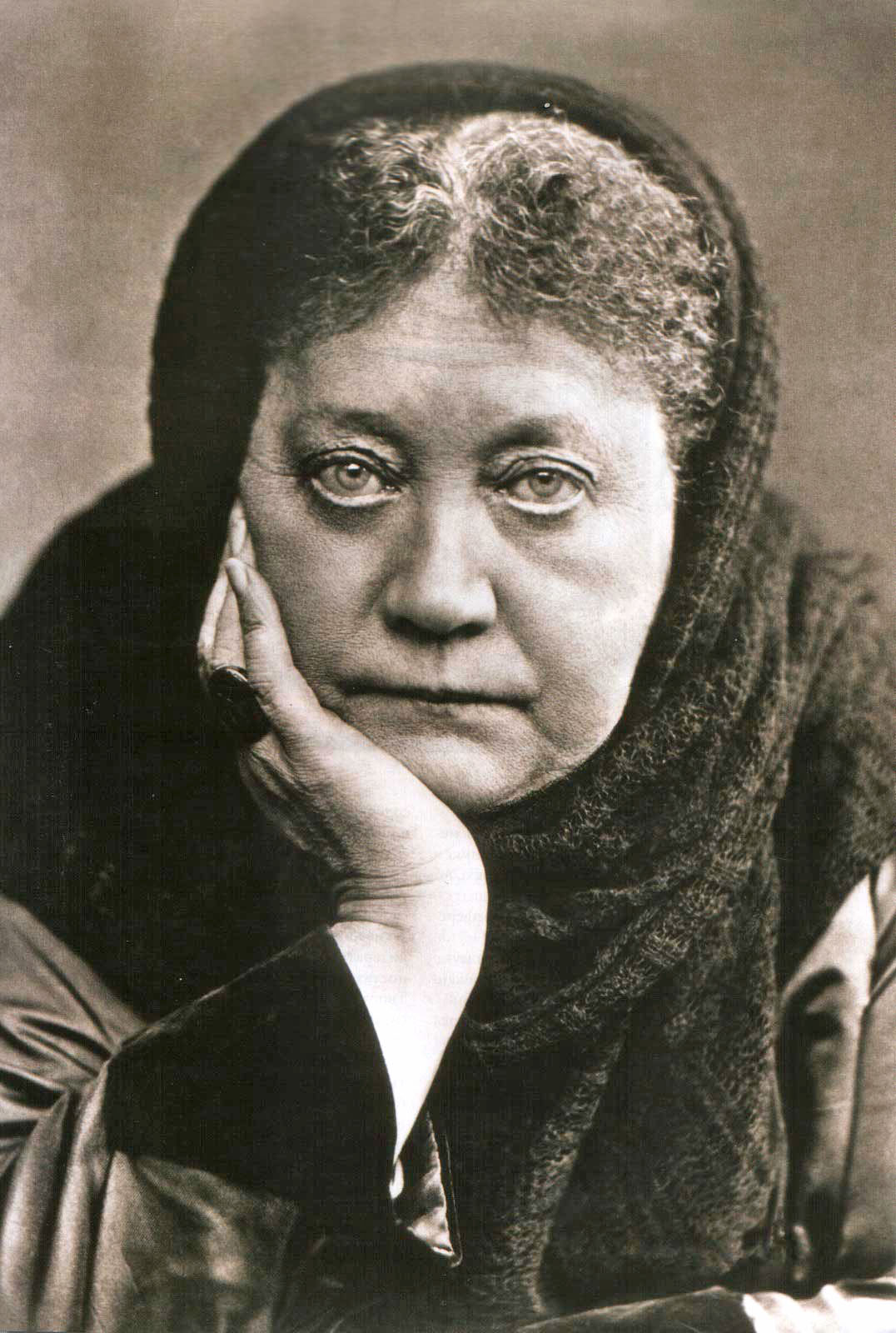
ブラヴァツキー、1889年

また、ミュラーの理論をはじめとするアーリアン学説に大きな影響を受けた神秘思想家の ヘレナ・P・ブラヴァツキーは、自身が創始した近代神智学において、アーリアン学説を宇宙的進化論を描く壮大な世界観に取り入れ、現代の人類は、大西洋にあったアトランティス大陸の「第四根源人種」から進化した「第五根幹人種」という段階にあり、その人種はアーリア人種であるとした。
神智学では、やがてアーリア人を超える新しい人類が誕生するとされており、アーリア人種中心史観や優越論の傾向はあっても、アーリア人種至上主義ではなかったが、オーストリアやドイツで神智学とアーリア＝ゲルマン人種至上主義が広まると、両者が結びついて「アリオゾフィ（アーリアの叡智）」という、アーリア人種至上主義を神智学の世界観で再解釈した思想が生まれた。この思想はグイド・フォン・リストやランツ・フォン・リーベンフェルスらによって提唱され、アーリア人こそが神人であると主張された。アリオゾフィはもともとイェルク・ランツ・フォン・リーベンフェルスが1915年に使い始めた造語で、ランツは自らの教説を「神聖動物学」とも「アリオ＝キリスト教」とも呼んだ。一方、グイド・フォン・リストは自分の教義を「アルマニスムス」と呼んでいた。アリオゾフィの歴史やナチスにまつわる現代のオカルト神話について研究した秘教史家ニコラス・グドリック＝クラークは、アリオゾフィを広くアーリア人至上主義的なオカルト人種論を指す言葉として用い、ランツとリストの両名をアリオゾフィストの括りに入れている。20世紀初頭に始まったアリオゾフィの思想運動は、ドイツやオーストリアで徐々に勢力を拡大した。
大田は、この思想運動がナチズムの源流の一つを形成することになったと述べている。この運動において、アーリア＝ゲルマン人種の純粋性と至高性を追求する結社が広く興り、同時に劣等人種とされる対象がユダヤ人に集約されていき、ユダヤ人による「陰謀論」が語られるようになっていった。アリオゾフィの宗教結社としてよく知られるものに、ナチスと直接影響関係にあるトゥーレ協会がある。

## ナチズムへの影響
ヒトラーは『我が闘争』で、人種は大まかに三段階に分けられ、最上位がアーリア人種で、中でも雑種化していない純粋民族であるゲルマン民族が最も上等であるとした。アーリア人種、ゲルマン民族は唯一文化を創造する能力を持つとし、「文化創造者」と呼んだ。ユダヤ人をこの対極にあるとして「文化破壊者」とした。ヒトラーは、ゲルマン民族を純粋民族として保ち、存続させるために国家が存在すると考えた。ナチスドイツは、数世紀の歴史を持つ反ユダヤ主義（ユダヤ人はイエス・キリストの殺人者）が人種主義と結びついた「反セム主義」を元に政治的経済的イデオロギーを形成し、「アーリア・北方人種」に対するユダヤ資本主義の脅威という強迫観念となった。ユダヤ人を経済活動から排除する「脱ユダヤ化」と共に、ユダヤ人資産のドイツ人への移譲とその活用を目指す「アーリア化」が行われた。ナチス政権下でユダヤ人や左翼のジャーナリストは粛清され、さらにジャーナリストを国家資格とし、資格規定で非アーリア人が排除された。政治学者の石井貫太郎は、ヒトラーが著書『我が闘争』で述べた生存圏（レーベンスラウム）思想と、ゲルマン民族を中心とするアーリア人種優越論に基づいて、世界大戦とユダヤ人虐殺が遂行されたと述べている。『我が闘争』で語られた、アーリア人種以外の諸民族を奴隷化し、ドイツ人がその上で王侯貴族のような生活を送るというヒトラーの夢が叶うことはなかった。
ナチスドイツはユダヤ人絶滅のために強制収容所を作ったが、これと対極的に、アーリア人増殖のためにレーベンスボルンという収容所を設けた。ここではドイツの未婚女性の出産が奨励・保護され、同時に優良民族の身体的特徴を示す子供たちが占領地から拉致されて集められ、教育が行われた。また、あまり知られていないが、ハインリヒ・ヒムラーなどのナチスの高官の一部はアーリア人がアトランティス人の末裔だと本気で信じており、それを証明するために世界各地で調査を行った。
多くのナチス党員は、インド人をアーリア人であると考えたため、大勢のインドのヒンドゥー教徒がナチスドイツを支持した。シーク教徒を含む多くのインド人がナチスドイツで軍役に服し、優秀な兵士はナチスドイツ親衛隊の一員として働いた。

## アーリア人種説の拡大
ドイツと同盟関係にあったハンガリー人と日本人は、しばしば「名誉アーリア人」と呼ばれた。因みにナチスの御用学者であったハンス・ギュンターの『北方人種』によれば日本人もアーリア人であり、遥かなる太古においてはドイツ人と日本人は同族だったとされているが、これは現在、当時の日独同盟政策との整合性を持たせるためのこじつけであると考えられている。
トルコ・ナショナリズムの一潮流、トゥラン主義や汎トルコ主義を標榜した右翼知識人ジェヴァト・ル・ファト・アティルハンは、1934年にナチス・ドイツの反ユダヤ主義者ユリウス・シュトライヒャーに招かれてミュンヘンを訪れ、ナチスの人種論や反ユダヤ主義を流布するプロパガンダ手法などを学んだ。翌年帰国してイスタンブールで、トルコで初めて自らを明確に「反ユダヤ的」と形容した「国民革命」を創刊し、人種論に基づく汎トルコ主義を唱えたヒュセイン・ニハル・アトスズのような汎トルコ主義知識人たちが寄稿する論壇となった。同時にフランスのゴビノーやその思想を受け継いだイギリスのチェンバレンらの論説、20世紀初頭のヨーロッパで広まっていた反ユダヤ主義に関する文章や論考が頻繁に掲載され、「純血」「純粋な種」「純粋トルコ人」といった人種概念がトルコに持ち込まれた。
神智学協会の創始者ヘンリー・スティール・オルコットと共にスリランカの仏教の復興を図ったアナガーリカ・ダルマパーラは、アーリアン学説を19世紀のスリランカに流布した。現在多くのシンハラ人たちが、自らをスリランカに最初に住み着いた「ライオンの子孫ウィジャヤ王子」の末裔で、仏教を信奉し守る使命を持つ民族であり、アーリア人種であると信じている。スリランカ研究者の間では、この3つを結びつけて今日のシンハラ人の民族的アイデンティティを形成したのはダルマパーラだとされている。アーリア人種の概念は、長年にわたるスリランカの民族紛争に影響を与えた。

## 科学的な批判
しかし、近年になって言語学を初めとする各分野から科学的な反証が行われ、アーリアン学説自体がその信憑性を大きく失いつつある。明確にアーリアン学説を疑似科学であると厳しく批判する学者が大勢を占めた今日では、ほとんど棄却された仮説と言える。
現在、「アーリア人」はインドに移住してきたインド・アーリア人、イランに移住してきたイラン・アーリア人およびそれらの祖先のみを指す場合が多い。インド・イラン語をかつて話していた、また話している諸民族はしばしばアーリア人と呼ばれる。言語学・音声学研究者の神山孝夫は、この呼び名を「印欧人」全体の意味で用いるのは誤りであり、民族社会主義者が1930年代と40年代にユダヤ人に対して非ユダヤ人を敵対させるために用いたものであるから、なおのこと利用すべきではないと述べている。

## アーリアン学説の研究史
どのようにアーリアン学説が作り出され、隆盛し、ヒトラーのアーリア・ゲルマン賛歌になったのか、またその前史がいかようなものであったのか、全容は長らくつかめないでいた。ユダヤ系ロシア人のレオン・ポリアコフが、1971年に多くのエビデンスを伴う『アーリア神話 ヨーロッパにおける人種主義と民族主義の源泉』を著し、この問題の研究に大きな方向性を与えた。編集者の松岡正剛は、この研究は1966年にサセックス大学のコロンバス・センターで、ノーマン・コーン主導で開始された「なぜ人種主義や民族主義は大量虐殺の歴史を演じてきたか」をめぐる研究の恩恵を多く受けたもので、本書はその討議と研究成果の最大の結実だったと述べている。